# LaRoyce Hawkins
Pour les articles homonymes, voir Hawkins.
LaRoyce Hawkins, né le 4 mai 1988 à Harvey, dans l'Illinois, est un acteur américain, humoriste, artiste de spoken word et musicien. 
Il est connu pour son rôle de l'agent Kevin Atwater dans la série télévisée américaine Chicago P.D..

## Biographie
Il est né et a grandi à Harvey (Illinois), une banlieue sud de Chicago. Il a vécu avec ses grands-parents jusqu'à l'âge de 13 ans.
Il a fréquenté la Thornton High School, où il a été recruté pour jouer au basketball. Influencé par le conseil de son grand-père de «choisir ce qui vous fait vous sentir mieux», il a quitté l'équipe de basket en deuxième année et a rejoint l'équipe de discours, où il est devenu deux fois champion de l'État.
Association : pour "comédie originale" dans son année junior et pour "comédie humoristique" dans sa dernière année.

### Carrière
Il a obtenu à l'Université d'État de l'Illinois une bourse d'études complète de scolarité où il s'est spécialisé en arts de théâtre. Dans la première pièce de collège, il a joué le rôle de Toledo dans le film Ma Rainey's Black Bottom d'August Wilson. Alors qu'il était à l'université, il a décroché son premier rôle important dans le long métrage The Express , le film biographique d'Ernie Davis, dans le rôle de Art Baker.
Depuis 2014, il joue dans la série de NBC, Chicago P.D., de Dick Wolf, où il interprète le rôle de l'inspecteur Kevin Atwater.

## Filmographie

### Cinéma
- 2018 : Hope Springs Eternal de Jack C. Newell : Mr. Baser
- 2018 : Canal Street de Rhyan LaMarr : Amari Crawford

#### Court métrage
- 2011 : Reflection de Kevin Michael Martin : Royce
- 2013 : Google Me Love de Ryan Eakins : Austin
- 2018 : Fevah de Randall Dottin : Robinson

### Séries télévisées
- 2011 : Detroit 1-8-7 : Dorcey Gamble (Épisode: "Ice Man / Malibu")
- depuis 2013 : Chicago Fire : Inspecteur Kevin Atwater (9 épisodes)
- depuis 2014 : Chicago P.D. : Inspecteur Kevin Atwater
- 2017 : Chicago Justice : Inspecteur Kevin Atwater (2 épisodes)
- 2017 : Noches con Platanito : lui-même
- 2017 : Special Skills : lui-même (épisode : Hot Tea)